# Leptosciarella melanoma
Leptosciarella melanoma är en tvåvingeart som först beskrevs av Werner Mohrig och Menzel 1990.  Leptosciarella melanoma ingår i släktet Leptosciarella, och familjen sorgmyggor. Arten är reproducerande i Sverige.